# かもめ (駆潜艇)
かもめ（ローマ字：JDS Kamome, PC-305）は、海上自衛隊の駆潜艇。かもめ型駆潜艇の1番艇。艇名はカモメに由来する。隼型水雷艇「鴎」、燕型敷設艇「鴎」に次いで日本の艦艇としては3代目。

## 艦歴
「かもめ」は、昭和29年度330t甲型駆潜艇第3003号艇として、浦賀船渠で1956年1月27日に起工され、1956年9月3日に進水、1957年1月14日に就役し、大湊地方隊に編入された。
1957年3月1日、大湊地方隊隷下に第2駆潜隊が新編され「つばめ」、「みさご」とともに編入。
1960年3月1日、大湊地方隊隷下に第3駆潜隊が新編され「みさご」、「うみたか」、「おおたか」とともに編入。
1961年10月1日、第3駆潜隊が隊番号交換により第5駆潜隊に改称。
1963年3月30日、呉地方隊第2駆潜隊に編入。
1977年12月1日、除籍。